# 貝拉·波奇
黛娜麗·鮑蒂斯妲·泰勒（1997年2月9日—），較廣為人知是其藝名貝拉·波奇（Bella Poarch；/pɔːrtʃ/ PORCH）是一名菲律賓裔美國網路紅人及歌手。
波奇於2020年開始在短视频分享平台抖音上活動，此後在該平台迅速累積名氣，目前已有8,800萬名粉絲，是該平台上粉絲數第三多的帳號。2020年8月17日，她上傳了一支英國饒舌歌手Millie B的《Soph Aspin Send》的對嘴影片，獲得了廣大迴響，最終這支影片獲得了超過5,500萬個喜歡，成為抖音平台上喜歡數最高的影片。2021年5月14日，波奇發布了個人首張單曲《小表妹工厂》，正式作為歌手出道。

## 早年生活
貝拉·波奇於出生於菲律賓，亲生父母为菲律宾人。她和外祖母一同在贫民窟长大。貝拉三岁的时，由养父母带大。养父为美国白人，他曾参加过美军。养母为菲律宾人，双方在沙地阿拉伯结识后定居菲律宾。他们一家在农场带大，之后她和双亲一同移民到美国加利福尼亚州旧金山于亲人居住。13岁才跟随父母在搬到德克萨斯州居住。

## 军旅生涯
貝拉在2015年至2020年間曾參加美國海軍。她曾在夏威夷及日本参加了为期4年的海军生涯。

## 音樂作品

### 单曲
- 小表妹工厂[15]
- 地獄火的試煉[15]

## 奖项
| 奖项            | 年份   | 作品           | 获奖及提名   | 结果 | Ref.   |
| --------------- | ------ | -------------- | ------------ | ---- | ------ |
| MTV千禧年奖     | 2021年 | 自己           | 环球创作奖   | 提名 | [ 16 ] |
| MTV音乐视频大奖 | 2021年 | 〈小表妹工廠〉 | 最佳视觉效果 | 提名 | [ 17 ] |

## 争议

### 纹身事件
2020年9月，许多韩国网民发现貝拉的左手臂刺着旭日旗，最终引发了韩国及菲律宾的网战。之后，她在社交媒体发了道歉声明，并承诺會遮蓋刺青或直接去除。